# 趙美蘭
 PC MP（發音：[melani ʒɔli]；1979年1月16日—），加拿大政治人物和律師，現任加拿大工業部長和魁北克地區經濟發展部長。她於2015年首度以加拿大自由黨黨員身份當選聯邦下議院議員，代表魁北克省的阿翁西克－卡蒂埃維爾，並隨之晉身總理賈斯汀·杜魯多和馬克·卡尼內閣，先後出任文化遺產、旅遊和經濟發展部長
、外交部長和國際發展部長等職務。

## 早年生活和事業
趙美蘭於魁北克省蒙特婁出生，在該市北部的阿翁西克區（Ahuntsic）成長，父親克萊芒（Clément Joly）為會計師，繼母卡羅爾-瑪麗·阿拉爾（Carole-Marie Allard）則曾於2000年-04年間以加拿大自由黨黨員身份任職聯邦下議院拉瓦勒東選區議員。她於2001年從蒙特利爾大學獲取法學士學位並取得魁省執業律師資格，後得取志奮領獎學金並到牛津大學深造，2003年從該校獲取法律碩士學位。
她曾於2007年在加拿大廣播公司實習，並曾於蒙特婁的斯泰克曼艾略特律師事務所和戴維斯、沃德、菲利普斯及維恩伯格律師事務所執業。

## 從政
趙美蘭於2013年6月宣布於同年市選競逐蒙特婁市長職務，並於同年9月成立市級政黨「蒙特婁真變革」（Vrai changement pour Montréal）。她於11月市選中獲取26.50%，以6個百分點敗予當選市長的葛達理（Denis Coderre）。
2015年聯邦大選，她代表自由黨競逐魁省阿翁西克－卡蒂埃維爾選區議席，以47.5%得票率擊敗尋求連任的新民主黨候選人穆拉尼（Maria Mourani），首度當選國會議員，並於2019年和2021年聯邦大選在該選區連任。
她於2015年大選告捷後獲新任總理賈斯汀·杜魯多委入內閣，出任加拿大祖裔文化部長，2018年7月調任旅遊、官方語言及法語圈事務部長，2019年11月則改任經濟發展及官方語言事務部長。
2021年10月，她調任外交部長。

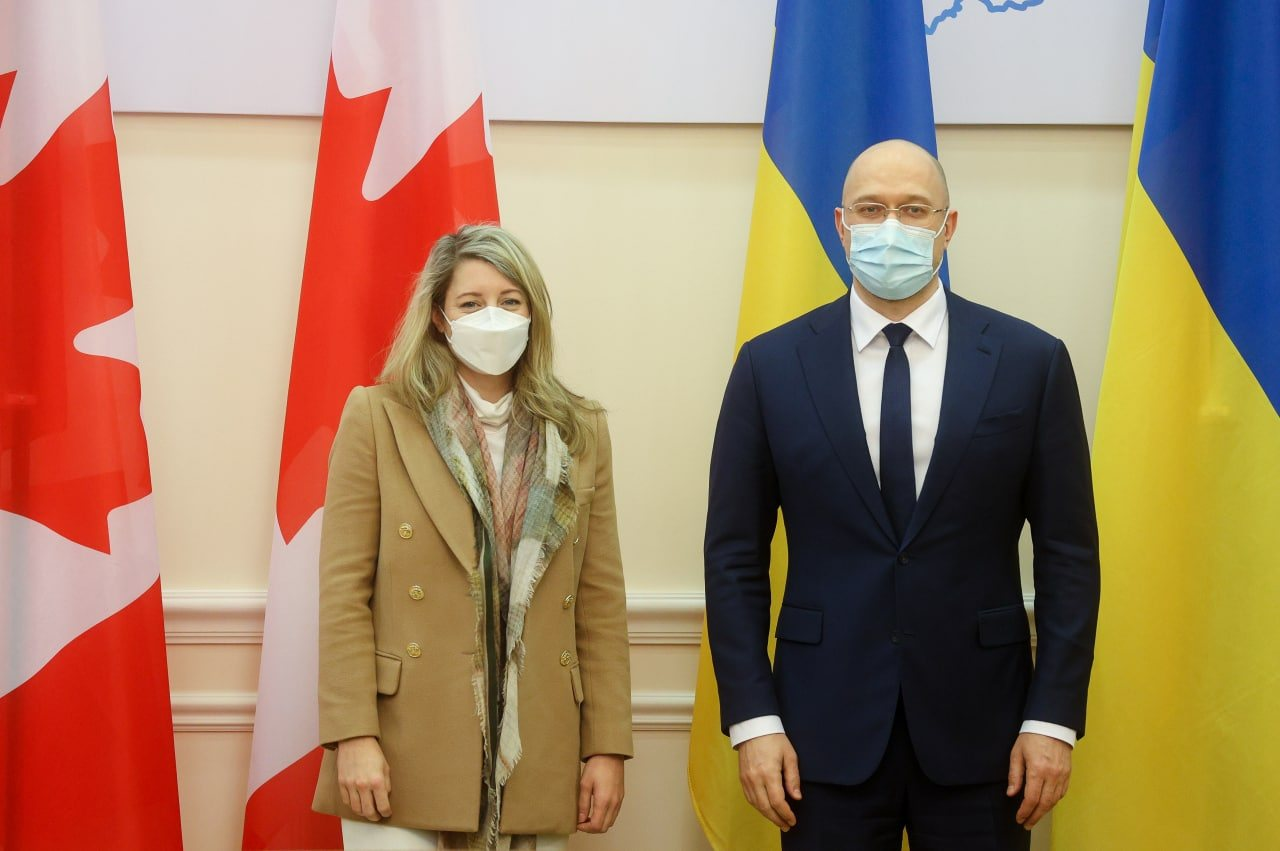
趙美蘭於2022年1月在基輔與烏克蘭總理傑尼斯·什米加爾會面

2022年初俄羅斯在烏克蘭邊界部署軍力，引起多國關注；趙美蘭遂於當年1月造訪烏克蘭。俄羅斯於同年2月正式入侵烏克蘭後，趙美蘭表示加拿大軍隊需完善裝備以面臨新挑戰，並謂加拿大聯邦政府願意無上限接收烏克蘭難民。

## 外部連結
- （英文）加拿大國會網站 趙美蘭議員簡介 （页面存档备份，存于）